# Hasayan
Hasayan es un pueblo y nagar Panchayat situado en el distrito de Mahamaya Nagar en el estado de Uttar Pradesh (India). Su población es de 6621 habitantes (2011). 

## Demografía
Según el censo de 2011 la población de Hasayan era de 6621 habitantes, de los cuales 3584 eran hombres y 3037 eran mujeres. Hasayan tiene una tasa media de alfabetización del 66,59%, inferior a la media estatal del 67,68%: la alfabetización masculina es del 76,43%, y la alfabetización femenina del 54,93%.